# Université centrale des études tibétaines
L'université centrale des études tibétaines, anciennement Institut central d'études supérieures tibétaines (CIHTS), est un institut universitaire fondé à Dharamsala, en Inde, en 1967. Il est maintenant situé à Sārnāth, Varanasi, dans l'État indien de l'Uttar Pradesh.

## Historique
Le CIHTS a été fondé par le président indien Jawaharlal Nehru en consultation avec le 14e Dalaï Lama, avec l'objectif d'instruire les jeunes du Tibet en exil à Dharamsala et les étudiants des frontières himalayenne de l'Inde. 
Au début il a fonctionné comme une aile spéciale constituant de l'Université Sampurnanand de Sanskrit, à Varanasi. Cependant, au début des années 1970 le Gouvernement de l'Inde a réexaminé le progrès de l'Institut et a décidé de lui accorder un statut de corps autonome sous le département de la culture du ministère de l'Éducation du gouvernement de l'Inde en 1977 avec un soutien financier complet du gouvernement indien. 
L’institut a progressé régulièrement et le gouvernement indien a lui finalement conféré le statut de « Deemed University » (université réputée) le 5 avril 1988. L’institut, qui fut dirigé par le professeur Samdhong Rinpoché, l'est actuellement par le professeur Ngawang Samten, assisté des membres du corps professoral, dans le but d'atteindre l'excellence dans le domaine de la tibétologie, bouddhologie et les études de l'Himalaya.
Le 14 janvier 2009, cette institution a été officiellement déclarée comme une université et l'inauguration a été faite par le 14e Dalaï Lama. Maintenant, son nom est « Université centrale des études tibétaines ».